# Jan Paweł Woronicz
Jan Paweł Woronicz (Tajkury, 28 juni 1757 - Wenen, 6 december 1829) was de 67e bisschop van Krakau, aartsbisschop van Warschau en dichter.

## Biografie
Jan Woronicz was een telg van het Poolse heraldische clan Herburt. Hij werd door de Jezuïeten in Ostrog onderwezen en sloot zich aan bij de orde. Woronicz werd na zijn studie door de bisschop van Warschau aangenomen als zijn secretaris. Voordat hij tot bisschop verheven werd was hij pastoor in Kazimierz.
Hij had in 1806 een zetel in de Izba Najwyższa Wojenna i Administracji Publicznej (Opperste Raad van Oorlog en Openbaar Bestuur) in Warschau.
Woronicz bekleedde tegelijkertijd de bisschopsambt van Krakau en het aartsbisschop van Warschau.
De aartsbisschop liet zijn paleis aan Franciszkanska-straat in Krakau renoveren.
Jan Woronicz is op eigen verzoek in de Wawelkathedraal begraven. De begrafenisceremonie wordt omschreven als de "belichaming van nationale idealen". Zo werd zijn hart een tijd lang in een koperen urn naast de tombe van Jan III Sobieski gehouden.
Hij kreeg in 1815 de Orde van Sint-Stanislaus 1e klasse verleend en werd in 1829 verheven tot Ridder in de Orde van de Witte Adelaar.

## Werken

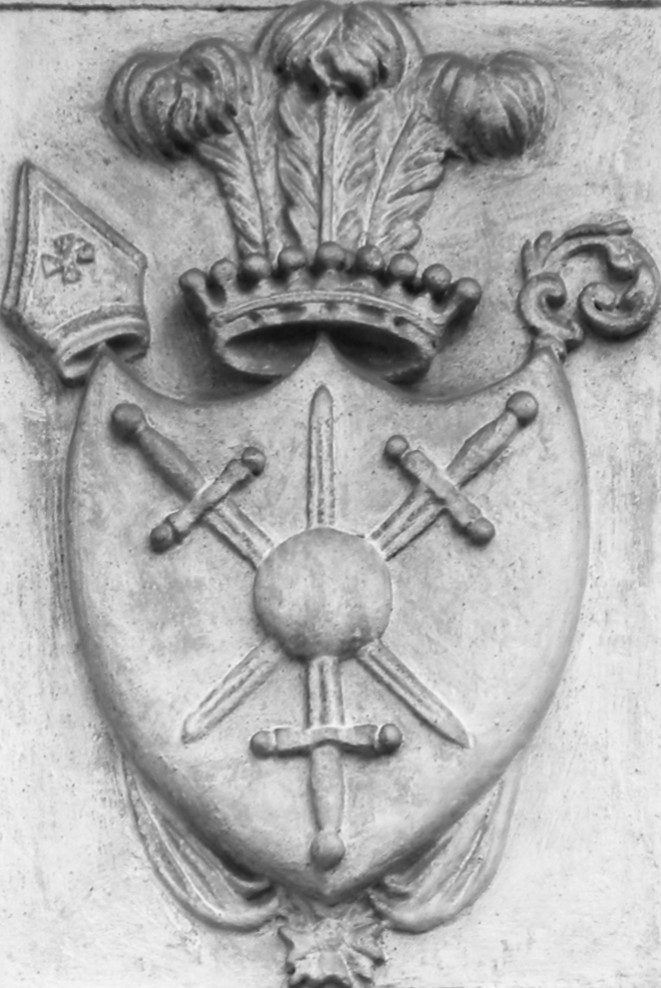
Wapen van Woronicz op de binnenplaats van de aartsbisschoppelijk residentie te Krakau

- Zjawienie Emilki (1796/1797)
- Świątynia Sybilli (1801)
- Hymn do Boga (1805)

- Bibliothèque nationale de France: cb10728688m (data)
- CiNii: DA14286513
- Gemeinsame Normdatei: 119195747
- International Standard Name Identifier: 0000 0001 0984 5526
- Library of Congress Control Number: n85191060
- Nationale Bibliotheek van Tsjechië: js2015854195
- Réseau des bibliothèques de Suisse occidentale: 02-A003986692
- Système universitaire de documentation: 07553889X
- Virtual International Authority File: 69733712
- WorldCat: E39PBJh8MdFb6QjxMwJr3khbVC